# 에이리크가 말하기를
〈에이리크가 말하기를〉(고대 노르드어: Eiríksmál 에이리크스말)은 954년 또는 그 이후에 지어진 스칼드 시 작품이다. 노르웨이의 왕비 군느힐드가 죽은 남편 에이리크 블로됙스를 추모하는 시를 지으라고 명령해서 지어졌다고 한다. 오늘날에는 시의 도입 부분만 보존되어 있다.
신화적 인물이 아닌 역사적 인물이 등장하는 점에서 스칼드 시가로 분류되기는 하지만, 저자가 불명이고 운율이 드로트크베트가 아닌 포르뉘르디슬라그인 점에서 여러모로 에다 시가에 가깝다.
이것보다 나중에 지어진 〈하콘이 말하기를〉이 〈에이리크가 말하기를〉의 영향을 받은 것으로 추측된다.